# Ossaea amygdaloides
Ossaea amygdaloides är en tvåhjärtbladig växtart som först beskrevs av Dc., och fick sitt nu gällande namn av José Jéronimo Triana. Ossaea amygdaloides ingår i släktet Ossaea och familjen Melastomataceae. Inga underarter finns listade i Catalogue of Life.